# 2016年のF1世界選手権

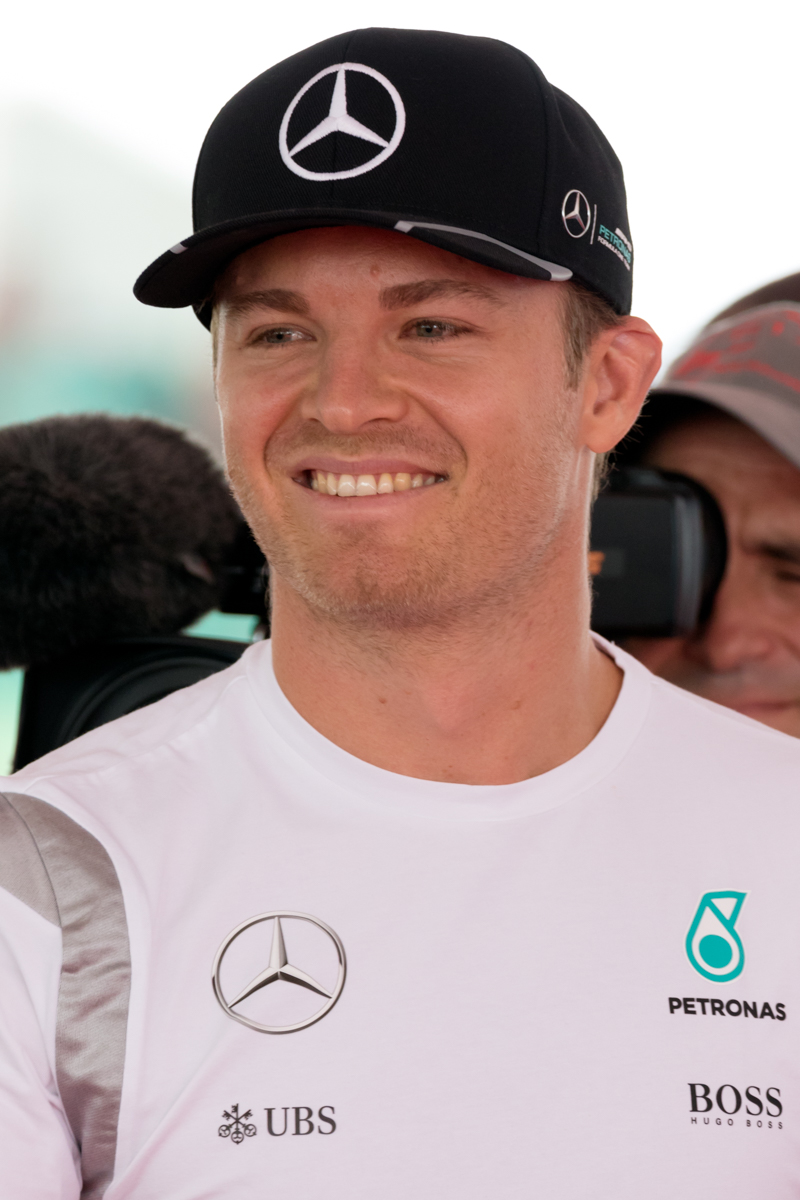
2016年のF1世界選手権においてドライバーズタイトルを獲得したニコ・ロズベルグ

2016年のF1世界選手権は、FIAフォーミュラ1世界選手権の第67回大会として開催された。

## 概要

### ロズベルグの初タイトル獲得と引退

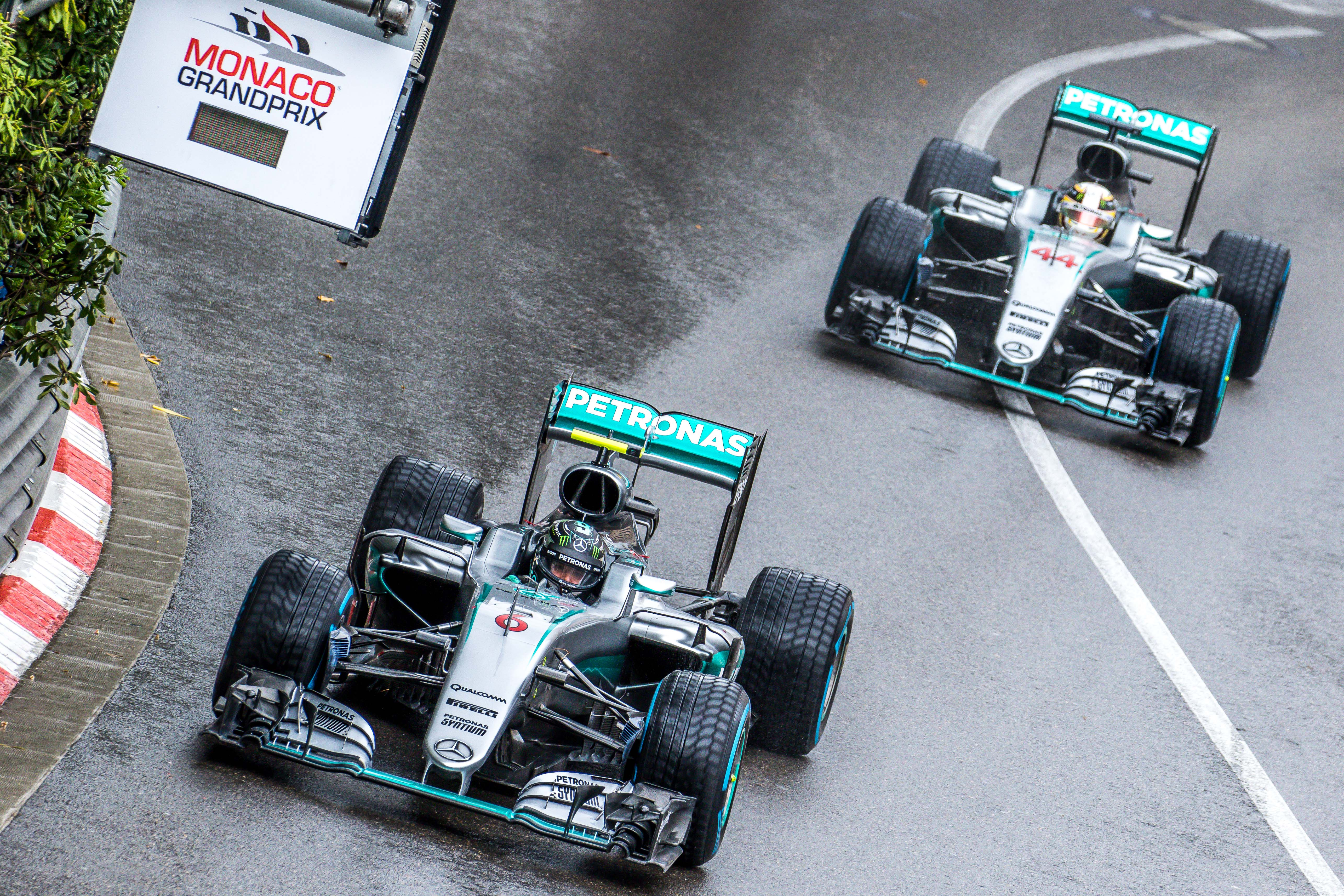
メルセデスのロズベルグとハミルトン（2016年モナコGP）

この年もメルセデスが21戦中19勝（勝率90.47%）、ポールポジションを逃したのはモナコGPの1回のみ、ワン・ツー・フィニッシュ8回の成績を残し、1988年に16戦中15勝で勝率93.75%を誇ったマクラーレン・ホンダに迫る勝率を記録した。
初タイトルを目指すニコ・ロズベルグが開幕4連勝（前年終盤戦を合わせると7連勝）を飾る一方、2014年・2015年王者ルイス・ハミルトンはトラブルやアクシデントで出遅れ、第4戦ロシアGPの地点で早くも43ポイントの差がついた。しかし第6戦モナコGPでハミルトンがシーズン初優勝を飾ると、第12戦ドイツGPまでの7戦で6勝を飾り、この間、不調に陥ったロズベルグを逆転する。だがサマーブレイクが明けるとロズベルグは3連勝を飾って再びハミルトンを逆転。マレーシアGPでは独走中のハミルトンがエンジンブローでリタイア、日本GPでもロズベルグが優勝したことで、この地点で両者の差は33ポイントとなった。残る4戦でハミルトンは4連勝を飾るが、ロズベルグも4戦連続2位となった結果、最終的に5ポイント差で逃げ切ったロズベルグが自身初のワールドチャンピオンに輝き、1982年の王者ケケ・ロズベルグを父に持つロズベルグは、グラハム・ヒル/デイモン・ヒル以来となる、2組目にして20年ぶりの親子2世代F1チャンピオンとなった。
コンストラクターズタイトル3連覇を果たしたメルセデスだったが、第5戦スペインGPではオープニングラップに同士討ちを演じ、第9戦オーストリアGPでも最終ラップに両者が接触。ハミルトンがエンジントラブルの集中に不信感を募らすなど、チームは激しいタイトル争いを演じる両者の扱いに神経を使わねばならなかった。
ロズベルグはFIAの年間表彰式当日（12月2日）に突如引退を発表。本人は日本GPの頃から意識し始め、アブダビGP決勝の翌日に決心したと明かした。チャンピオンを獲得した年に現役引退するのは、マイク・ホーソーン（1958年）、ジャッキー・スチュワート（1973年）、アラン・プロスト（1993年）に続く4人目の事例となる。

### フェルスタッペンのレッドブル昇格と初優勝

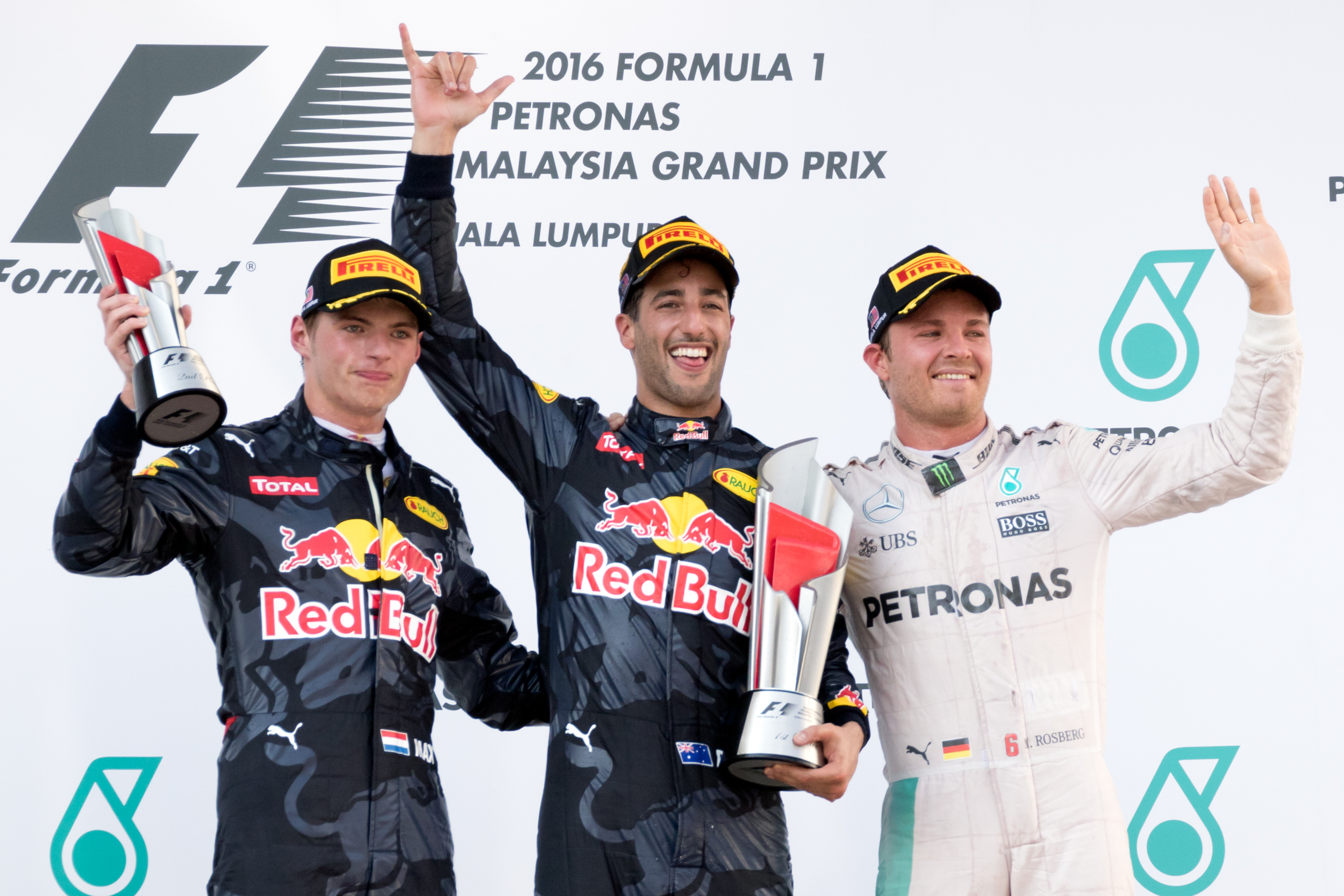
2016年マレーシアGPの表彰台に立つフェルスタッペン（左）とリカルド（中央）

前年に未勝利でコンストラクターズランキング4位に終わったレッドブルは、ルノー製パワーユニット（以下、PUと略す）との決別を宣言しながらも他エンジンサプライヤーとの交渉がまとまらず、結局「タグ・ホイヤー」のバッジネームをつけたルノー製PUで参戦した。
第4戦ロシアGPでチームメイトを巻き込み、セバスチャン・ベッテルをリタイアさせる接触事故を起こしたダニール・クビアトは、ジュニアチームのトロ・ロッソへの降格処分を受け、代わって前年弱冠17歳で衝撃的なF1デビューを果たしたマックス・フェルスタッペンがレッドブルに昇格、この采配は物議を醸したが、フェルスタッペンは昇格初戦のスペインGPにて史上最年少優勝を成し遂げた。シーズン中、フェルスタッペンにはその才能を称賛される一方で、攻撃的なドライビングにより多くの批判を受けたが、最終的にドライバーズランキング5位でシーズンを終え、今後に大きな期待を持たせる結果となった。
エースドライバーのダニエル・リカルドもモナコGPで自身初のポールポジションを獲得するが、タイヤ交換ミスで優勝を逃す不運に泣かされた。第16戦マレーシアGPではリカルドが2年ぶりの優勝を成し遂げ、2014年のPU導入以来初めてメルセデス以外のチームのワン・ツー・フィニッシュを達成した。新コンビの競争意識が良い形に作用したレッドブルはコンストラクターズ2位に返り咲いた。
一方で、メルセデスの対抗馬と期待されていたフェラーリは序盤こそ悪くはなかったが、テクニカルディレクターのジェームズ・アリソンがシーズン途中に離脱するなどマシン開発が進まず、中盤以降は表彰台すら登れないレースが目立って最終的に未勝利に終わり、コンストラクターズ3位に終わった。

### 新チーム参戦、オーナーシップの交代
2014年に参戦発表・エントリーが認められていたハースF1チームが新規参戦。F1への新規参入は2010年にヴァージン（後のマルシャ、現・マノー）、ロータス（後のケータハム）、HRTの3チームが参戦して以来となる。開幕戦では予選はQ1落ちだったものの決勝ではエースドライバーとして移籍したロマン・グロージャンが6位入賞。以降も計5度の入賞を記録し、コンストラクターズランキング8位でシーズンを終えた。
ロータスF1チームは前年度末に資金難が深刻化し、ルノーが買収してワークスチームとして再編成することが発表された。70年代のルノーを彷彿とさせるイエローカラーのマシンに大幅パワーアップを果たしたPUを搭載したが、苦戦が続きケビン・マグヌッセンの7位を初めとする3度の入賞に留まってコンストラクターズランキングは9位となった。
前年奇跡的に復活したマノー・マルシャF1チームはマノー・レーシングに名称を変更。コンストラクター名は「マノー」、シャシー名は「MRT」に変更された。ドライバー起用の際には高額な資金を要求するなど資金難は相変わらずだったが、レースではパスカル・ウェーレインがオーストリアGPで10位入賞し2年ぶりにポイントを獲得。一時はザウバーを上回る見せ場もあったが、終盤ザウバーに逆転されコンストラクターズランキング11位で最下位となった。
そのザウバーは深刻な財政難から給料遅配が相次いで撤退の可能性まで噂されたが、7月20日に共同株主だったスイスのロングボウ・ファイナンスS.A.へ所有権を譲ることが正式に発表され、チーム創設者のペーター・ザウバーはチーム運営から完全に手を引いた。
1980年から長年にわたってマクラーレンのチーム運営に関わっていたロン・デニスが、11月15日に行われた株主総会を受け、マクラーレン・テクノロジー・グループの会長兼CEOを辞任した。

### ドライバーの世代交代
ジェンソン・バトンは当初2017年をマクラーレンのリザーブドライバーとなって2018年以降に復帰する可能性があると発表されていたが、後に「アブダビGPがラストレースになる」と発言。2000年デビューで17シーズンを戦い現役では最も長いキャリアで、出走数308戦は最多出走記録を持つホンダ時代のチームメイトのルーベンス・バリチェロに次ぐ歴代2位となった。なお、バトンはフェルナンド・アロンソが2017年のインディ500に参戦するため、同日に開催される2017年モナコGPに代役として参戦する。
フェリペ・マッサはイタリアGPを前にF1引退を表明していたが、ロズベルグ引退に伴うバルテリ・ボッタスのメルセデス移籍を受けて引退を撤回、来季も引き続きウィリアムズから参戦する事になった。
これにより2000年代前半から参戦しているドライバーはマッサの他にキミ・ライコネンとアロンソの3人となり、より一層F1ドライバーの若年化が顕著になった。
なお、この年から満18歳未満のドライバーの参戦を認めないほか、最低2年間は下部カテゴリーでの経験を積む事を要求するなど、参戦資格（スーパーライセンスの発給資格）をより厳格化した。
この年はジョリオン・パーマー、パスカル・ウェーレイン、リオ・ハリアント、ストフェル・バンドーン、エステバン・オコンの5人がF1デビューを果たしている。

### その他のトピック

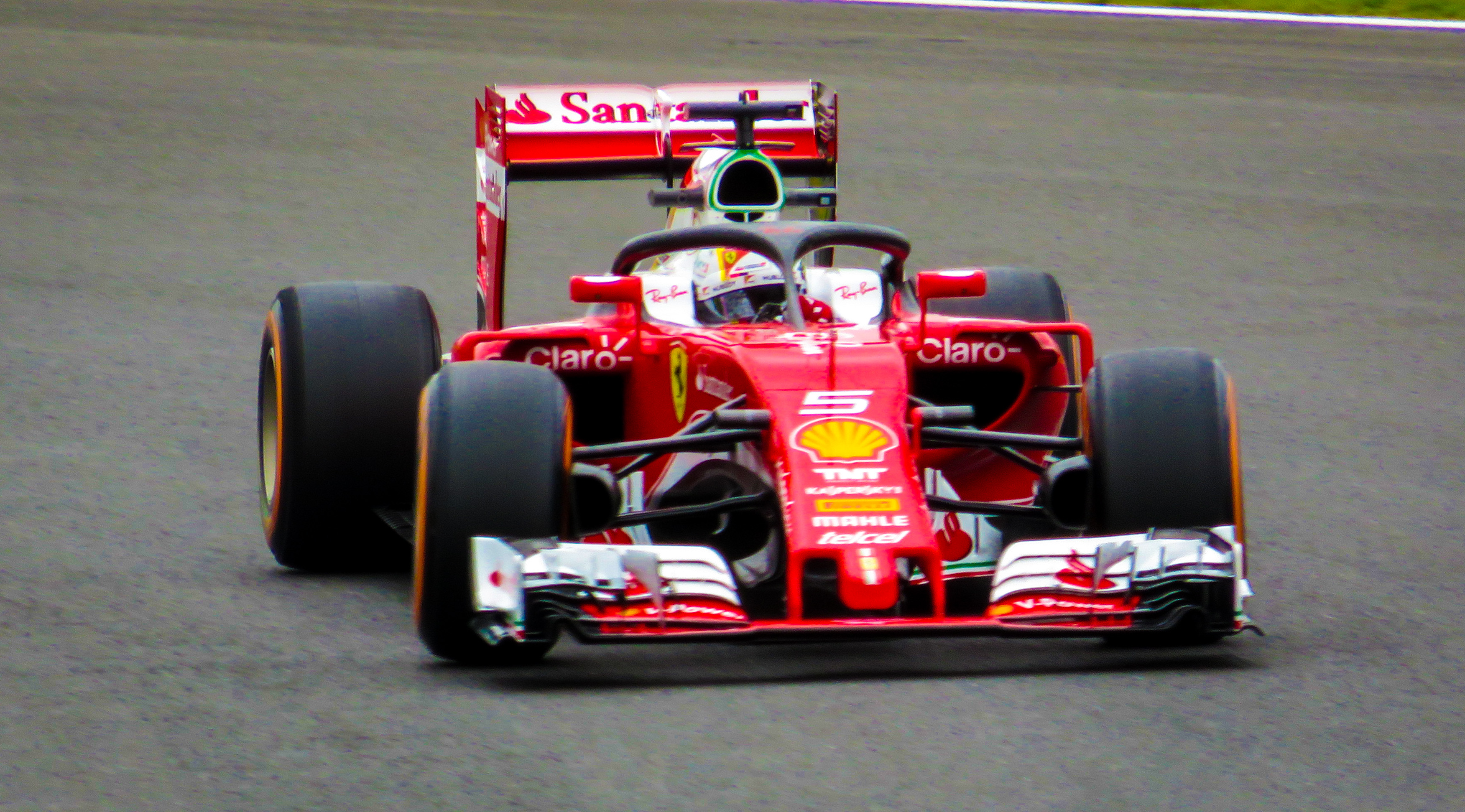
Haloをテストするベッテル（2016年イギリスGP）

- ドライバーの頭部安全保護デバイスとして開発中の「Halo」を装備して試走する機会が幾度か設けられた。視界の確保、緊急脱出時の障害、見た目の問題など、ドライバーの間でも意見は分かれ、さらなる情報収集のため2017年からの導入は見送られた[16]。レッドブルは代替プランとして、独自開発したエアロスクリーンをお披露目した[17]。
- 1月15日、エイドリアン・スーティルが前年発生した「ドライバー多重契約騒動」について、違約金を求めてザウバーを告訴した[18]。裁判の結果はスーティル側が全面勝訴し、違約金350万スイスフラン（約4億1000万円）をザウバー側が支払うとの判決が下された[19]。
- カナダGPより、オランダのビール醸造会社ハイネケンがフォーミュラワン・マネジメント（FOM）のグローバルパートナーに就任することが決まった。今シーズンはイタリアGPのタイトルパートナーを務める。2017年から年間3レースのタイトルパートナーに加え、FOMとともに定めた6レースで広告を掲示する。契約期間は2020年まで[20]。
- ピレリがタイヤサプライヤー契約を2019年まで延長することが6月17日に正式発表された[21]。
- 9月7日、アメリカの大手メディアグループ、リバティメディアが44億ドルでF1を買収[22]。

## レギュレーションの変更
この年はシャシーに関する変更はなかったが、それ以外の箇所については以下の通りであり、シーズン中に度々変更されたものもあった。

### 技術規定
- 従来エンジンサプライヤーが供給できるパワーユニットは1種類のみとされてきたのを変更し、前年型の型落ちエンジンについて再度ホモロゲーションを取り直し供給を行えるようになった[23]。実際これを受けてトロ・ロッソが2015年型フェラーリPUの搭載を発表している[24]。
- この年は年間21戦で行われることになったため、各ドライバーは1シーズンに5基のパワーユニットを使用できることになった[25]。
- 2016年以降のトークンシステムについて、2016年は32、以降1年毎に25→20→15トークンの使用が認められる[23]。また、新規参入するメーカーについては「初年度15トークン、2年目32トークン」が認められる[23]。
- 2016年のマシンは少なくとも2本の排気管を持たなければならないと指定している。その2本とは、ターボのタービン用のメイン排気管と、ウエストゲートガス用の小さい排気管であるが、2つ目のウェストゲート排気管として、オプションで3本目を搭載することもできる。

### 競技規定

#### 予選ルール
開幕戦オーストラリアGPと第2戦バーレーンGPの2戦のみノックアウト方式をベースに、セッション中一定時間ごとに最下位のドライバーが足切りされる新ルールを採用。
- Q1（第1セッション）…セッション時間は16分。22台が走行し開始から7分後の時点でのタイムシート最下位のドライバーがノックアウト、以後1分30秒ごとにその時点での最下位がノックアウトとなる。Q1では計7名がノックアウト、15名がQ2進出。16位から22位までが決定される。
- Q2（第2セッション）…セッション時間は15分。15台が走行し開始から6分後の時点でのタイムシート最下位のドライバーがノックアウト、以後1分30秒ごとにその時点での最下位がノックアウトとなる。Q2では計7名がノックアウト、8名がQ3進出。9位から15位までが決定される。
- Q3（第3セッション）…セッション時間は14分。8台が走行し開始から5分後の時点でのタイムシート最下位のドライバーがノックアウト、以後1分30秒ごとにその時点での最下位がノックアウトとなる。最後の1分30秒は残った2名でポールポジションを争い、1位から8位までが決定される。

この新ルールについては当初、計時システムのソフトウェア変更に時間を要するため、早くても5月以降の導入を見込んでいたが、問題が解決されたため開幕戦オーストラリアGPから導入された。しかし、Q3でフロントロー独占を確定させたメルセデス勢がタイヤ温存のために早々と走行を終了、他チームも追従（タイヤが消耗していくので回数を重ねてもタイムの向上は望めないため）残り3分の時点で1台も走っていない事態に陥ったこともあり、翌日の決勝レース前に新ルール撤廃案が出され、一度は前年までのルールに戻すとされたが、レース後に改めて行われた会合にて全会一致とはならず第2戦バーレーンGPでも継続された。バーレーンGP後に再検討をした結果第3戦中国GPから前年までのルール（ただし、前年と出走台数が異なるため、Q1で22台→16台、Q2で16台→10台となる）に戻すことが決まった。

#### タイヤルール
- タイヤコンパウンドは従来の6種類（スーパーソフト・ソフト・ミディアム・ハード・インターミディエイト・ウエット）に加え、新たにより柔らかいドライタイヤ「ウルトラソフト」が追加される。サイドカラーは紫色で、市街地レースに使用すると発表されている[30]。
- 1イベントにつきタイヤメーカーが供給するドライタイヤのコンパウンドが2種類から3種類に増加[23]。また、各イベントにおいて1ドライバーが使用できるタイヤ総数は13セットのままだが、内訳が以下のように規定される[31]。
  - 2セットは決勝レース用でタイヤメーカー側がコンパウンドを2種類指定（そのうち1セット（1種類）は必ず決勝レース中に使用しなければならない）。
  - 1セットは予選Q3用の「softest」タイヤ[23]。これは事前に指定された3種類の中で最も柔らかいコンパウンドが該当する。Q3進出者は予選終了後にこのタイヤを返却しなければならず、Q2以下で敗退したドライバーはこれを決勝に持ち越すことが出来る点は前年までと変わらない[32]。
  - 残る10セットは3種類からドライバーが自由な配分で選択する。バランス良く3:3:4の比率でも0:0:10のような極端な配分でも良い。なお、各ドライバーがどのタイヤを選択したかはレース2週間前まで機密扱いとなる[33]。
  - これらの選択はヨーロッパラウンドは8週間前・その他フライアウェイ戦は14週間前までに決定しなければならない[34]。
- 以下のスケジュールに沿って、タイヤセットを返却しなければならない。返却するコンパウンド及びセットは新品中古を問わず自由に選択して良いが、前述した決勝用2セットと予選Q3用1セットはフリー走行中は返却できない。
  - フリー走行1…開始40分後に1セット[35]、終了後に1セット
  - フリー走行2…終了後に2セット
  - フリー走行3…終了後に1セット
  - 予選…終了後に予選用タイヤ1セット（予選Q3進出者のみ）
- レインタイヤは1ドライバーにつき、インターミディエイト4セット・ウエット3セットが割り当てられる[34]。
  - フリー走行1またはフリー走行2がウエットコンディションだった場合、各ドライバーに1セットずつインターミディエイトタイヤが追加される。ただし、フリー走行3の開始までに使用済みのインターミディエイトタイヤ1セットを返却しなければならない[34]。
- コンパウンドが3種類に増えたため「オプション」「プライム」の区分は廃止。
- 「レース中2種類の異なるコンパウンドを使用」ルールは継続。3種類のうち2種類は必ず決勝で履かなければならない。

#### ドライバーエイドの制限
- ピットからドライバーへの無線交信で伝えてよい情報が、より厳しく制限された。開幕戦オーストラリアGP前に一部緩和され、レース中のタイヤ選択やピットインのタイミングについては認められた[36]。イギリスGPでギアボックスのトラブルを抱えたニコ・ロズベルグへメルセデスがドライバーエイドに該当する指示を出したためペナルティが出され2位から3位に降格した一件を受け、次戦ハンガリーGPでより厳格化された（前述のロズベルグのようなケースではピットインが必要となった、など）[37]。このハンガリーGPではブレーキトラブルを抱えたジェンソン・バトンがロズベルグと同様の理由でドライブスルーペナルティを科された。この規制への批判も多く、翌週のドイツGPからは一転、フォーメーションラップからレーススタートの間を除く制限を撤廃した[38]。
- スタート時に使用できるハンドクラッチパドルが1枚に制限される[39]。これまでは左右2枚のパドルでローンチコントロール的なスタートが可能だった。

#### その他の変更
- コースをはみ出してタイムを稼ぐのを阻止する「トラックリミット規制」を強化。ドライバーは「常にトラックを使う合理的な努力をしなくてはならず、正当化できる理由がない限り意図的にトラックを外れてはならない」と指定された。予選でコースをはみ出した場合はそのラップタイムを抹消される。ハンガリーGP以降、決勝では3回で「ブラック＆ホワイトフラッグ」を出し警告、4回でドライブスルーペナルティが科せられる[40]。
- マレーシアGPよりイエローフラッグに関するルールを明確化。ハンガリーGPの予選でダブルイエローが掲示されていたにもかかわらずロズベルグが最速タイムを出しポールポジションを獲得したことで物議を醸し、シンガポールGPの予選ではロマン・グロージャンがスピンを喫しダブルイエローが掲示されたが、セルジオ・ペレスが減速せずに自己ベストタイムを出したことでペナルティを科せられた。これらを踏まえて以下のルールが加えられた[41]。
  - ダブルイエローフラッグ：ダブルイエローフラッグ区間を通過するドライバーは必ず大幅に減速し、方向転換あるいは停車に備えなければならない。いかなるドライバーもこの要求に対応したことを証明し、スチュワードを納得させるためにはアタックラップを走ろうとする意図がなかったことを明確にしなければならず、事実上、ドライバーは当該ラップを断念する必要がある（次の周回には解除される可能性があるため、必ずしもピットインを強いるものではない）。
  - シングルイエローフラッグ：ドライバーは必ず減速し、方向転換に備えなければならない。ドライバーは減速していることを明確にする必要があり、それを明白にするためには早めにブレーキをかけるか、当該区間で大幅な減速を行わなければならない。事故による明らかなダメージやタイヤから空気が抜けているなど、他車が明白かつ完全に問題を抱えていることが判明している場合を除き、黄旗が振られている当該区間ではいかなるマシンもオーバーテイクしてはならない。
- アメリカGPよりブレーキング時の進路変更が禁止された。

## 参戦チーム・ドライバー

### エントリーリスト
各チームがメディアを通じて発表し、報道された内容に基づく。
前年度チャンピオンのルイス・ハミルトンはカーナンバー「44」を継続して使用するため、2年連続でカーナンバー「1」が不在のシーズンとなった。
| エントラント                                           | コンストラクター     | シャシー      | パワーユニット           | タイヤ | カーナンバー／ドライバー | カーナンバー／ドライバー   | 出走記録 | リザーブドライバー[R] テストドライバー[T] 開発ドライバー[D]                                             |
| ------------------------------------------------------ | -------------------- | ------------- | ------------------------ | ------ | ------------------------ | -------------------------- | -------- | --- |
| メルセデスAMG・ペトロナス・フォーミュラワン・チーム    | メルセデス           | F1 W07 Hybrid | メルセデス PU106C Hybrid | P      | 44                       | ルイス・ハミルトン         | 全戦     | (23) パスカル・ウェーレイン [R] エステバン・オコン [R]                                                  |
| メルセデスAMG・ペトロナス・フォーミュラワン・チーム    | メルセデス           | F1 W07 Hybrid | メルセデス PU106C Hybrid | P      | 6                        | ニコ・ロズベルグ           | 全戦     | (23) パスカル・ウェーレイン [R] エステバン・オコン [R]                                                  |
| スクーデリア・フェラーリ                               | フェラーリ           | SF16-H        | フェラーリ 061           | P      | 5                        | セバスチャン・ベッテル     | 全戦     | マルク・ジェネ [T] ダビデ・リゴン [T] ジャン＝エリック・ベルニュ [T] (32) シャルル・ルクレール [D]      |
| スクーデリア・フェラーリ                               | フェラーリ           | SF16-H        | フェラーリ 061           | P      | 7                        | キミ・ライコネン           | 全戦     | マルク・ジェネ [T] ダビデ・リゴン [T] ジャン＝エリック・ベルニュ [T] (32) シャルル・ルクレール [D]      |
| ウィリアムズ・マルティーニ・レーシング                 | ウィリアムズ         | FW38          | メルセデス PU106C Hybrid | P      | 19                       | フェリペ・マッサ           | 全戦     | ポール・ディ・レスタ [R] アレックス・リン [D] ランス・ストロール [D] ゲイリー・パフェット [D]           |
| ウィリアムズ・マルティーニ・レーシング                 | ウィリアムズ         | FW38          | メルセデス PU106C Hybrid | P      | 77                       | バルテリ・ボッタス         | 全戦     | ポール・ディ・レスタ [R] アレックス・リン [D] ランス・ストロール [D] ゲイリー・パフェット [D]           |
| レッドブル・レーシング                                 | レッドブル           | RB12          | タグ・ホイヤー           | P      | 3                        | ダニエル・リカルド         | 全戦     | セバスチャン・ブエミ [R][T] (15) ピエール・ガスリー [R]                                                 |
| レッドブル・レーシング                                 | レッドブル           | RB12          | タグ・ホイヤー           | P      | 26                       | ダニール・クビアト         | 1-4      | セバスチャン・ブエミ [R][T] (15) ピエール・ガスリー [R]                                                 |
| レッドブル・レーシング                                 | レッドブル           | RB12          | タグ・ホイヤー           | P      | 33                       | マックス・フェルスタッペン | 5-21     | セバスチャン・ブエミ [R][T] (15) ピエール・ガスリー [R]                                                 |
| サハラ・フォース・インディア・フォーミュラワン・チーム | フォース・インディア | VJM09         | メルセデス PU106C Hybrid | P      | 27                       | ニコ・ヒュルケンベルグ     | 全戦     | (34) アルフォンソ・セリスJr. [D] ニキータ・マゼピン [D]                                                 |
| サハラ・フォース・インディア・フォーミュラワン・チーム | フォース・インディア | VJM09         | メルセデス PU106C Hybrid | P      | 11                       | セルジオ・ペレス           | 全戦     | (34) アルフォンソ・セリスJr. [D] ニキータ・マゼピン [D]                                                 |
| ルノー・スポール・フォーミュラワン・チーム             | ルノー               | R.S.16        | ルノー R.E.16            | P      | 20                       | ケビン・マグヌッセン       | 全戦     | (45) エステバン・オコン [R] ニコラス・ラティフィ [T] (46) セルゲイ・シロトキン [T] カルメン・ホルダ [D] |
| ルノー・スポール・フォーミュラワン・チーム             | ルノー               | R.S.16        | ルノー R.E.16            | P      | 30                       | ジョリオン・パーマー       | 全戦     | (45) エステバン・オコン [R] ニコラス・ラティフィ [T] (46) セルゲイ・シロトキン [T] カルメン・ホルダ [D] |
| スクーデリア・トロ・ロッソ                             | トロ・ロッソ         | STR11         | フェラーリ 060           | P      | 33                       | マックス・フェルスタッペン | 1-4      | - |
| スクーデリア・トロ・ロッソ                             | トロ・ロッソ         | STR11         | フェラーリ 060           | P      | 26                       | ダニール・クビアト         | 5-21     | - |
| スクーデリア・トロ・ロッソ                             | トロ・ロッソ         | STR11         | フェラーリ 060           | P      | 55                       | カルロス・サインツ         | 全戦     | - |
| ザウバーF1チーム                                       | ザウバー             | C35           | フェラーリ 061           | P      | 9                        | マーカス・エリクソン       | 全戦     | - |
| ザウバーF1チーム                                       | ザウバー             | C35           | フェラーリ 061           | P      | 12                       | フェリペ・ナッセ           | 全戦     | - |
| マクラーレン・ホンダ・フォーミュラ1・チーム            | マクラーレン         | MP4-31        | ホンダ RA616H            | P      | 14                       | フェルナンド・アロンソ     | 1,3-21   | (47) ストフェル・バンドーン [R] オリバー・ターベイ [T][D] 松下信治 [T][D]                               |
| マクラーレン・ホンダ・フォーミュラ1・チーム            | マクラーレン         | MP4-31        | ホンダ RA616H            | P      | 47                       | ストフェル・バンドーン     | 2        | (47) ストフェル・バンドーン [R] オリバー・ターベイ [T][D] 松下信治 [T][D]                               |
| マクラーレン・ホンダ・フォーミュラ1・チーム            | マクラーレン         | MP4-31        | ホンダ RA616H            | P      | 22                       | ジェンソン・バトン         | 全戦     | (47) ストフェル・バンドーン [R] オリバー・ターベイ [T][D] 松下信治 [T][D]                               |
| マノー・レーシング                                     | MRT                  | MRT05         | メルセデス PU106C Hybrid | P      | 94                       | パスカル・ウェーレイン     | 全戦     | アレクサンダー・ロッシ [R] リオ・ハリアント [R] (42) ジョーダン・キング [D]                             |
| マノー・レーシング                                     | MRT                  | MRT05         | メルセデス PU106C Hybrid | P      | 88                       | リオ・ハリアント           | 1-12     | アレクサンダー・ロッシ [R] リオ・ハリアント [R] (42) ジョーダン・キング [D]                             |
| マノー・レーシング                                     | MRT                  | MRT05         | メルセデス PU106C Hybrid | P      | 31                       | エステバン・オコン         | 13-21    | アレクサンダー・ロッシ [R] リオ・ハリアント [R] (42) ジョーダン・キング [D]                             |
| ハースF1チーム                                         | ハース               | VF-16         | フェラーリ 061           | P      | 8                        | ロマン・グロージャン       | 全戦     | サンティノ・フェルッチ [D] (50) シャルル・ルクレール [D]                                                |
| ハースF1チーム                                         | ハース               | VF-16         | フェラーリ 061           | P      | 21                       | エステバン・グティエレス   | 全戦     | サンティノ・フェルッチ [D] (50) シャルル・ルクレール [D]                                                |

### ドライバー変更
- ルノーは当初パストール・マルドナドを起用する予定だったが[99]、スポンサーのPDVSAの経営難により資金提供の折り合いがつかなくなりチームを離脱[100]。代わってケビン・マグヌッセンが契約し参戦する事となった。
- フェルナンド・アロンソは開幕戦オーストラリアGP決勝中の事故で肋骨骨折と肺虚脱を患い、第2戦バーレーンGPを欠場。マクラーレンはリザーブドライバーのストフェル・バンドーンを代役に起用した。
- 第5戦スペインGPよりマックス・フェルスタッペンがレッドブルへ、ダニール・クビアトがトロ・ロッソへそれぞれ移籍[65]。
- マノー（MRT）は、第13戦ベルギーGPよりリオ・ハリアントに代わりエステバン・オコンを起用[92]。ハリアントはリザーブドライバーとして残留[91]。

## 開催地
2015年12月2日のFIA世界モータースポーツ評議会にて正式日程が決定した。従来F1のシリーズ戦は「最大20戦」となっていたものを「最大21戦」に増加させたため、F1史上初の全21戦のカレンダーとなっている。
前年からの変更
- 前年開催を休止したドイツGPが復活。
- アゼルバイジャンで初のF1開催が決定した。ただレース名称としてはヨーロッパGPの名称を使う。
- マレーシアGPとロシアGPの開催時期が入れ替えられ、ロシアが春、マレーシアが秋の開催となった。
- 開催（復活を含む）が噂されていたインドGP・タイGP、アメリカのポート・インペリアル市街地コースなどはいずれもカレンダーから外れている。
- アメリカGPについては、サーキット運営者が資金不足に陥っており2015年の開催料金を延滞しているため、FIAのカレンダー決定時点では「暫定」の扱いとなっていた[101]。しかし同年3月に開催が確定している[102]。

| Round | レース名称                              | GP名             | 開催サーキット                             | 都市                 | 決勝開催日 | 決勝スタート時刻 | 決勝スタート時刻 | 周回数 |
| Round | レース名称                              | GP名             | 開催サーキット                             | 都市                 | 決勝開催日 | 現地時間         | 協定世界時       | 周回数 |
| ----- | --------------------------------------- | ---------------- | ------------------------------------------ | -------------------- | ---------- | ---------------- | ---------------- | ------ |
| 1     | Rolex Australian Grand Prix             | オーストラリアGP | アルバート・パーク・サーキット             | メルボルン           | 03月20日   | 16:00            | 5:00             | 58     |
| 2     | Gulf Air Bahrain Grand Prix             | バーレーンGP     | バーレーン・インターナショナル・サーキット | サクヒール           | 04月03日   | 18:00            | 15:00            | 57     |
| 3     | Pirelli Chinese Grand Prix              | 中国GP           | 上海インターナショナルサーキット           | 上海                 | 04月17日   | 14:00            | 6:00             | 56     |
| 4     | Russian Grand Prix                      | ロシアGP         | ソチ・オリンピックパーク・サーキット       | ソチ                 | 05月01日   | 15:00            | 11:00            | 53     |
| 5     | Gran Premio de España Pirelli           | スペインGP       | カタロニア・サーキット                     | バルセロナ           | 05月15日   | 14:00            | 12:00            | 66     |
| 6     | Grand Prix de Monaco                    | モナコGP         | モンテカルロ市街地コース                   | モンテカルロ         | 05月29日   | 14:00            | 12:00            | 78     |
| 7     | Grand Prix du Canada                    | カナダGP         | ジル・ヴィルヌーヴ・サーキット             | モントリオール       | 06月12日   | 14:00            | 18:00            | 70     |
| 8     | Grand Prix of Europe                    | ヨーロッパGP     | バクー市街地コース                         | バクー               | 06月19日   | 18:00            | 14:00            | 51     |
| 9     | Grosser Preis von Österreich            | オーストリアGP   | レッドブル・リンク                         | シュピールベルク     | 07月03日   | 14:00            | 12:00            | 71     |
| 10    | British Grand Prix                      | イギリスGP       | シルバーストーン・サーキット               | ノーサンプトンシャー | 07月10日   | 13:00            | 12:00            | 52     |
| 11    | Magyar Nagydíj                          | ハンガリーGP     | ハンガロリンク                             | ブダペスト           | 07月24日   | 14:00            | 12:00            | 70     |
| 12    | Grosser Preis von Deutschland           | ドイツGP         | ホッケンハイムリンク                       | ホッケンハイム       | 07月31日   | 14:00            | 13:00            | 67     |
| 13    | Belgian Grand Prix                      | ベルギーGP       | スパ・フランコルシャン                     | スパ                 | 08月28日   | 14:00            | 12:00            | 44     |
| 14    | Gran Premio Heineken d'Italia           | イタリアGP       | モンツァ・サーキット                       | モンツァ             | 09月04日   | 14:00            | 12:00            | 53     |
| 15    | Singapore Airlines Singapore Grand Prix | シンガポールGP   | シンガポール市街地コース                   | シンガポール         | 09月18日   | 20:00            | 12:00            | 61     |
| 16    | Petronas Malaysia Grand Prix            | マレーシアGP     | セパン・インターナショナル・サーキット     | セパン               | 10月02日   | 15:00            | 7:00             | 56     |
| 17    | Emirates Japanese Grand Prix            | 日本GP           | 鈴鹿サーキット                             | 鈴鹿                 | 10月09日   | 14:00            | 5:00             | 53     |
| 18    | United States Grand Prix                | アメリカGP       | サーキット・オブ・ジ・アメリカズ           | オースティン         | 10月23日   | 14:00            | 20:00            | 56     |
| 19    | Gran Premio de México                   | メキシコGP       | エルマノス・ロドリゲス・サーキット         | メキシコシティ       | 10月30日   | 13:00            | 19:00            | 71     |
| 20    | Grande Prêmio do Brasil                 | ブラジルGP       | インテルラゴス・サーキット                 | サンパウロ           | 11月13日   | 14:00            | 16:00            | 71     |
| 21    | Etihad Airways Abu Dhabi Grand Prix     | アブダビGP       | ヤス・マリーナ・サーキット                 | アブダビ             | 11月27日   | 17:00            | 13:00            | 55     |

## シーズン結果

### レース
この年からF1公式サイトにて、レースごとにファン投票により「ベストドライバー」を選出する「ドライバー・オブ・ザ・デイ」が導入された。
| Rd. | GP名                     | ポールポジション   | ファステストラップ         | 勝者                       | コンストラクター          | ドライバー・オブ・ザ・デイ | 詳細 |
| --- | ------------------------ | ------------------ | -------------------------- | -------------------------- | ------------------------- | -------------------------- | ---- |
| 1   | オーストラリアグランプリ | ルイス・ハミルトン | ダニエル・リカルド         | ニコ・ロズベルグ           | メルセデス                | ロマン・グロージャン       | 詳細 |
| 2   | バーレーングランプリ     | ルイス・ハミルトン | ニコ・ロズベルグ           | ニコ・ロズベルグ           | メルセデス                | ロマン・グロージャン       | 詳細 |
| 3   | 中国グランプリ           | ニコ・ロズベルグ   | ニコ・ヒュルケンベルグ     | ニコ・ロズベルグ           | メルセデス                | ダニール・クビアト         | 詳細 |
| 4   | ロシアグランプリ         | ニコ・ロズベルグ   | ニコ・ロズベルグ           | ニコ・ロズベルグ           | メルセデス                | ケビン・マグヌッセン       | 詳細 |
| 5   | スペイングランプリ       | ルイス・ハミルトン | ダニール・クビアト         | マックス・フェルスタッペン | レッドブル-タグ・ホイヤー | マックス・フェルスタッペン | 詳細 |
| 6   | モナコグランプリ         | ダニエル・リカルド | ルイス・ハミルトン         | ルイス・ハミルトン         | メルセデス                | セルジオ・ペレス           | 詳細 |
| 7   | カナダグランプリ         | ルイス・ハミルトン | ニコ・ロズベルグ           | ルイス・ハミルトン         | メルセデス                | マックス・フェルスタッペン | 詳細 |
| 8   | ヨーロッパグランプリ     | ニコ・ロズベルグ   | ニコ・ロズベルグ           | ニコ・ロズベルグ           | メルセデス                | セルジオ・ペレス           | 詳細 |
| 9   | オーストリアグランプリ   | ルイス・ハミルトン | ルイス・ハミルトン         | ルイス・ハミルトン         | メルセデス                | マックス・フェルスタッペン | 詳細 |
| 10  | イギリスグランプリ       | ルイス・ハミルトン | ニコ・ロズベルグ           | ルイス・ハミルトン         | メルセデス                | マックス・フェルスタッペン | 詳細 |
| 11  | ハンガリーグランプリ     | ニコ・ロズベルグ   | キミ・ライコネン           | ルイス・ハミルトン         | メルセデス                | キミ・ライコネン           | 詳細 |
| 12  | ドイツグランプリ         | ニコ・ロズベルグ   | ダニエル・リカルド         | ルイス・ハミルトン         | メルセデス                | ダニエル・リカルド         | 詳細 |
| 13  | ベルギーグランプリ       | ニコ・ロズベルグ   | ルイス・ハミルトン         | ニコ・ロズベルグ           | メルセデス                | ルイス・ハミルトン         | 詳細 |
| 14  | イタリアグランプリ       | ルイス・ハミルトン | フェルナンド・アロンソ     | ニコ・ロズベルグ           | メルセデス                | ニコ・ロズベルグ           | 詳細 |
| 15  | シンガポールグランプリ   | ニコ・ロズベルグ   | ダニエル・リカルド         | ニコ・ロズベルグ           | メルセデス                | セバスチャン・ベッテル     | 詳細 |
| 16  | マレーシアグランプリ     | ルイス・ハミルトン | ニコ・ロズベルグ           | ダニエル・リカルド         | レッドブル-タグ・ホイヤー | マックス・フェルスタッペン | 詳細 |
| 17  | 日本グランプリ           | ニコ・ロズベルグ   | セバスチャン・ベッテル     | ニコ・ロズベルグ           | メルセデス                | マックス・フェルスタッペン | 詳細 |
| 18  | アメリカグランプリ       | ルイス・ハミルトン | セバスチャン・ベッテル     | ルイス・ハミルトン         | メルセデス                | マックス・フェルスタッペン | 詳細 |
| 19  | メキシコグランプリ       | ルイス・ハミルトン | ダニエル・リカルド         | ルイス・ハミルトン         | メルセデス                | セバスチャン・ベッテル     | 詳細 |
| 20  | ブラジルグランプリ       | ルイス・ハミルトン | マックス・フェルスタッペン | ルイス・ハミルトン         | メルセデス                | マックス・フェルスタッペン | 詳細 |
| 21  | アブダビグランプリ       | ルイス・ハミルトン | セバスチャン・ベッテル     | ルイス・ハミルトン         | メルセデス                | セバスチャン・ベッテル     | 詳細 |

### ドライバーズ・ワールド・チャンピオンシップ（選手部門）
上位10台には以下のポイントが加算される。
| 順位     | 1位 | 2位 | 3位 | 4位 | 5位 | 6位 | 7位 | 8位 | 9位 | 10位 |
| ポイント | 25  | 18  | 15  | 12  | 10  | 8   | 6   | 4   | 2   | 1    |

（略号と色の意味はこちらを参照）
| 順位 | ドライバー                 | AUS | BHR | CHN | RUS | ESP | MON | CAN | EUR | AUT | GBR | HUN | GER | BEL | ITA | SIN | MAL | JPN | USA | MEX | BRA | ABU | Pts |
| ---- | -------------------------- | --- | --- | --- | --- | --- | --- | --- | --- | --- | --- | --- | --- | --- | --- | --- | --- | --- | --- | --- | --- | --- | --- |
| 1    | ニコ・ロズベルグ           | 1   | 1   | 1   | 1   | Ret | 7   | 5   | 1   | 4   | 3   | 2   | 4   | 1   | 1   | 1   | 3   | 1   | 2   | 2   | 2   | 2   | 385 |
| 2    | ルイス・ハミルトン         | 2   | 3   | 7   | 2   | Ret | 1   | 1   | 5   | 1   | 1   | 1   | 1   | 3   | 2   | 3   | Ret | 3   | 1   | 1   | 1   | 1   | 380 |
| 3    | ダニエル・リカルド         | 4   | 4   | 4   | 11  | 4   | 2   | 7   | 7   | 5   | 4   | 3   | 2   | 2   | 5   | 2   | 1   | 6   | 3   | 3   | 8   | 5   | 256 |
| 4    | セバスチャン・ベッテル     | 3   | DNS | 2   | Ret | 3   | 4   | 2   | 2   | Ret | 9   | 4   | 5   | 6   | 3   | 5   | Ret | 4   | 4   | 5   | 5   | 3   | 212 |
| 5    | マックス・フェルスタッペン | 10  | 6   | 8   | Ret | 1   | Ret | 4   | 8   | 2   | 2   | 5   | 3   | 11  | 7   | 6   | 2   | 2   | Ret | 4   | 3   | 4   | 204 |
| 6    | キミ・ライコネン           | Ret | 2   | 5   | 3   | 2   | Ret | 6   | 4   | 3   | 5   | 6   | 6   | 9   | 4   | 4   | 4   | 5   | Ret | 6   | Ret | 6   | 186 |
| 7    | セルジオ・ペレス           | 13  | 16  | 11  | 9   | 7   | 3   | 10  | 3   | 17† | 6   | 11  | 10  | 5   | 8   | 8   | 6   | 7   | 8   | 10  | 4   | 8   | 101 |
| 8    | バルテリ・ボッタス         | 8   | 9   | 10  | 4   | 5   | 12  | 3   | 6   | 9   | 14  | 9   | 9   | 8   | 6   | Ret | 5   | 10  | 16  | 8   | 11  | Ret | 85  |
| 9    | ニコ・ヒュルケンベルグ     | 7   | 15  | 15  | Ret | Ret | 6   | 8   | 9   | 19† | 7   | 10  | 7   | 4   | 10  | Ret | 8   | 8   | Ret | 7   | 7   | 7   | 72  |
| 10   | フェルナンド・アロンソ     | Ret |     | 12  | 6   | Ret | 5   | 11  | Ret | 18† | 13  | 7   | 12  | 7   | 14  | 7   | 7   | 16  | 5   | 13  | 10  | 10  | 54  |
| 11   | フェリペ・マッサ           | 5   | 8   | 6   | 5   | 8   | 10  | Ret | 10  | 20† | 11  | 18  | Ret | 10  | 9   | 12  | 13  | 9   | 7   | 9   | Ret | 9   | 53  |
| 12   | カルロス・サインツ         | 9   | Ret | 9   | 12  | 6   | 8   | 9   | Ret | 8   | 8   | 8   | 14  | Ret | 15  | 14  | 11  | 17  | 6   | 16  | 6   | Ret | 46  |
| 13   | ロマン・グロージャン       | 6   | 5   | 19  | 8   | Ret | 13  | 14  | 13  | 7   | Ret | 14  | 13  | 13  | 11  | DNS | Ret | 11  | 10  | 20  | DNS | 11  | 29  |
| 14   | ダニール・クビアト         | DNS | 7   | 3   | 15  | 10  | Ret | 12  | Ret | Ret | 10  | 16  | 15  | 14  | Ret | 9   | 14  | 13  | 11  | 18  | 13  | Ret | 25  |
| 15   | ジェンソン・バトン         | 14  | Ret | 13  | 10  | 9   | 9   | Ret | 11  | 6   | 12  | Ret | 8   | Ret | 12  | Ret | 9   | 18  | 9   | 12  | 16  | Ret | 21  |
| 16   | ケビン・マグヌッセン       | 12  | 11  | 17  | 7   | 15  | Ret | 16  | 14  | 14  | 17† | 15  | 16  | Ret | 17  | 10  | Ret | 14  | 12  | 17  | 14  | Ret | 7   |
| 17   | フェリペ・ナッセ           | 15  | 14  | 20  | 16  | 14  | Ret | 18  | 12  | 13  | 15  | 17  | Ret | 17  | Ret | 13  | Ret | 19  | 15  | 15  | 9   | 16  | 2   |
| 18   | ジョリオン・パーマー       | 11  | DNS | 22  | 13  | 13  | Ret | Ret | 15  | 12  | Ret | 12  | 19  | 15  | Ret | 15  | 10  | 12  | 13  | 14  | Ret | 17  | 1   |
| 19   | パスカル・ウェーレイン     | 16  | 13  | 18  | 18  | 16  | 14  | 17  | Ret | 10  | Ret | 19  | 17  | Ret | Ret | 16  | 15  | 22  | 17  | Ret | 15  | 14  | 1   |
| 20   | ストフェル・バンドーン     |     | 10  |     |     |     |     |     |     |     |     |     |     |     |     |     |     |     |     |     |     |     | 1   |
| 21   | エステバン・グティエレス   | Ret | Ret | 14  | 17  | 11  | 11  | 13  | 16  | 11  | 16  | 13  | 11  | 12  | 13  | 11  | Ret | 20  | Ret | 19  | Ret | 12  | 0   |
| 22   | マーカス・エリクソン       | Ret | 12  | 16  | 14  | 12  | Ret | 15  | 17  | 15  | Ret | 20  | 18  | Ret | 16  | 17  | 12  | 15  | 14  | 11  | Ret | 15  | 0   |
| 23   | エステバン・オコン         |     |     |     |     |     |     |     |     |     |     |     |     | 16  | 18  | 18  | 16  | 21  | 18  | 21  | 12  | 13  | 0   |
| 24   | リオ・ハリアント           | Ret | 17  | 21  | Ret | 17  | 15  | 19  | 18  | 16  | Ret | 21  | 20  |     |     |     |     |     |     |     |     |     | 0   |
| 順位 | ドライバー                 | AUS | BHR | CHN | RUS | ESP | MON | CAN | EUR | AUT | GBR | HUN | GER | BEL | ITA | SIN | MAL | JPN | USA | MEX | BRA | ABU | Pts |

太字 - ポールポジション、斜体 - ファステストラップ

† 印はリタイアだが、90%以上の距離を走行したため規定により完走扱い。

### コンストラクターズ・ワールド・チャンピオンシップ（製造者部門）
ポイントシステムおよび以下の書式はドライバー部門と同一である。
| 順位 | コンストラクター                | 車番 | AUS                       | BHR                       | CHN                       | RUS                       | ESP                   | MON                   | CAN                   | EUR                   | AUT                   | GBR                   | HUN                   | GER                   | BEL                   | ITA                   | SIN                   | MAL                   | JPN                   | USA                   | MEX                   | BRA                   | ABU                   | Pts |
| ---- | ------------------------------- | ---- | ------------------------- | ------------------------- | ------------------------- | ------------------------- | --------------------- | --------------------- | --------------------- | --------------------- | --------------------- | --------------------- | --------------------- | --------------------- | --------------------- | --------------------- | --------------------- | --------------------- | --------------------- | --------------------- | --------------------- | --------------------- | --------------------- | --- |
| 1    | メルセデス                      | 44   | 2                         | 3                         | 7                         | 2                         | Ret                   | 1                     | 1                     | 5                     | 1                     | 1                     | 1                     | 1                     | 3                     | 2                     | 3                     | Ret                   | 3                     | 1                     | 1                     | 1                     | 1                     | 765 |
| 1    | メルセデス                      | 6    | 1                         | 1                         | 1                         | 1                         | Ret                   | 7                     | 5                     | 1                     | 4                     | 3                     | 2                     | 4                     | 1                     | 1                     | 1                     | 3                     | 1                     | 2                     | 2                     | 2                     | 2                     | 765 |
| 2    | レッドブル-タグ・ホイヤー       | 3    | 4                         | 4                         | 4                         | 11                        | 4                     | 2                     | 7                     | 7                     | 5                     | 4                     | 3                     | 2                     | 2                     | 5                     | 2                     | 1                     | 6                     | 3                     | 3                     | 6                     | 5                     | 468 |
| 2    | レッドブル-タグ・ホイヤー       | 26   | DNS                       | 7                         | 3                         | 15                        | Rd.5～はSTRのポイント | Rd.5～はSTRのポイント | Rd.5～はSTRのポイント | Rd.5～はSTRのポイント | Rd.5～はSTRのポイント | Rd.5～はSTRのポイント | Rd.5～はSTRのポイント | Rd.5～はSTRのポイント | Rd.5～はSTRのポイント | Rd.5～はSTRのポイント | Rd.5～はSTRのポイント | Rd.5～はSTRのポイント | Rd.5～はSTRのポイント | Rd.5～はSTRのポイント | Rd.5～はSTRのポイント | Rd.5～はSTRのポイント | Rd.5～はSTRのポイント | 468 |
| 2    | レッドブル-タグ・ホイヤー       | 33   | Rd.1～Rd.4はSTRのポイント | Rd.1～Rd.4はSTRのポイント | Rd.1～Rd.4はSTRのポイント | Rd.1～Rd.4はSTRのポイント | 1                     | Ret                   | 4                     | 8                     | 2                     | 2                     | 5                     | 3                     | 11                    | 7                     | 6                     | 2                     | 2                     | Ret                   | 4                     | 3                     | 4                     | 468 |
| 3    | フェラーリ                      | 5    | 3                         | DNS                       | 2                         | Ret                       | 3                     | 4                     | 2                     | 2                     | Ret                   | 9                     | 4                     | 5                     | 6                     | 3                     | 5                     | Ret                   | 4                     | 4                     | 5                     | 5                     | 3                     | 398 |
| 3    | フェラーリ                      | 7    | Ret                       | 2                         | 5                         | 3                         | 2                     | Ret                   | 6                     | 4                     | 3                     | 5                     | 6                     | 6                     | 9                     | 4                     | 4                     | 4                     | 5                     | Ret                   | 6                     | Ret                   | 6                     | 398 |
| 4    | フォース・インディア-メルセデス | 27   | 7                         | 15                        | 15                        | Ret                       | Ret                   | 6                     | 8                     | 9                     | 19†                   | 7                     | 10                    | 7                     | 4                     | 10                    | Ret                   | 8                     | 8                     | Ret                   | 7                     | 7                     | 7                     | 173 |
| 4    | フォース・インディア-メルセデス | 11   | 13                        | 16                        | 11                        | 9                         | 7                     | 3                     | 10                    | 3                     | 17†                   | 6                     | 11                    | 10                    | 5                     | 8                     | 8                     | 6                     | 7                     | 8                     | 10                    | 4                     | 8                     | 173 |
| 5    | ウィリアムズ-メルセデス         | 19   | 5                         | 8                         | 6                         | 5                         | 8                     | 10                    | Ret                   | 10                    | 20†                   | 11                    | 18                    | Ret                   | 10                    | 9                     | 12                    | 13                    | 9                     | 7                     | 9                     | Ret                   | 9                     | 138 |
| 5    | ウィリアムズ-メルセデス         | 77   | 8                         | 9                         | 10                        | 4                         | 5                     | 12                    | 3                     | 6                     | 9                     | 14                    | 9                     | 9                     | 8                     | 6                     | Ret                   | 5                     | 10                    | 16                    | 8                     | 11                    | Ret                   | 138 |
| 6    | マクラーレン-ホンダ             | 14   | Ret                       |                           | 12                        | 6                         | Ret                   | 5                     | 11                    | Ret                   | 18†                   | 13                    | 7                     | 12                    | 7                     | 14                    | 7                     | 7                     | 16                    | 5                     | 13                    | 10                    | 10                    | 76  |
| 6    | マクラーレン-ホンダ             | 47   |                           | 10                        |                           |                           |                       |                       |                       |                       |                       |                       |                       |                       |                       |                       |                       |                       |                       |                       |                       |                       |                       | 76  |
| 6    | マクラーレン-ホンダ             | 22   | 14                        | Ret                       | 13                        | 10                        | 9                     | 9                     | Ret                   | 11                    | 6                     | 12                    | Ret                   | 8                     | Ret                   | 12                    | Ret                   | 9                     | 18                    | 9                     | 12                    | 16                    | Ret                   | 76  |
| 7    | トロ・ロッソ-フェラーリ         | 33   | 10                        | 6                         | 8                         | Ret                       | Rd.5～はRBRのポイント | Rd.5～はRBRのポイント | Rd.5～はRBRのポイント | Rd.5～はRBRのポイント | Rd.5～はRBRのポイント | Rd.5～はRBRのポイント | Rd.5～はRBRのポイント | Rd.5～はRBRのポイント | Rd.5～はRBRのポイント | Rd.5～はRBRのポイント | Rd.5～はRBRのポイント | Rd.5～はRBRのポイント | Rd.5～はRBRのポイント | Rd.5～はRBRのポイント | Rd.5～はRBRのポイント | Rd.5～はRBRのポイント | Rd.5～はRBRのポイント | 63  |
| 7    | トロ・ロッソ-フェラーリ         | 26   | Rd.1～Rd.4はRBRのポイント | Rd.1～Rd.4はRBRのポイント | Rd.1～Rd.4はRBRのポイント | Rd.1～Rd.4はRBRのポイント | 10                    | Ret                   | 12                    | Ret                   | Ret                   | 10                    | 16                    | 15                    | 14                    | Ret                   | 9                     | 14                    | 13                    | 11                    | 18                    | 13                    | Ret                   | 63  |
| 7    | トロ・ロッソ-フェラーリ         | 55   | 9                         | Ret                       | 9                         | 12                        | 6                     | 8                     | 9                     | Ret                   | 8                     | 8                     | 8                     | 14                    | Ret                   | 15                    | 14                    | 11                    | 17                    | 6                     | 16                    | 6                     | Ret                   | 63  |
| 8    | ハース-フェラーリ               | 8    | 6                         | 5                         | 19                        | 8                         | Ret                   | 13                    | 14                    | 13                    | 7                     | Ret                   | 14                    | 13                    | 13                    | 11                    | DNS                   | Ret                   | 11                    | 10                    | 20                    | DNS                   | 11                    | 29  |
| 8    | ハース-フェラーリ               | 21   | Ret                       | Ret                       | 14                        | 17                        | 11                    | 11                    | 13                    | 16                    | 11                    | 16                    | 13                    | 11                    | 12                    | 13                    | 11                    | Ret                   | 20                    | Ret                   | 19                    | Ret                   | 12                    | 29  |
| 9    | ルノー                          | 20   | 12                        | 11                        | 17                        | 7                         | 15                    | Ret                   | 16                    | 14                    | 14                    | 17†                   | 15                    | 16                    | Ret                   | 17                    | 10                    | Ret                   | 14                    | 12                    | 17                    | 14                    | Ret                   | 8   |
| 9    | ルノー                          | 30   | 11                        | DNS                       | 22                        | 13                        | 13                    | Ret                   | Ret                   | 15                    | 12                    | Ret                   | 12                    | 19                    | 15                    | Ret                   | 15                    | 10                    | 12                    | 13                    | 14                    | Ret                   | 17                    | 8   |
| 10   | ザウバー-フェラーリ             | 9    | Ret                       | 12                        | 16                        | 14                        | 12                    | Ret                   | 15                    | 17                    | 15                    | Ret                   | 20                    | 18                    | Ret                   | 16                    | 17                    | 12                    | 15                    | 14                    | 11                    | Ret                   | 15                    | 2   |
| 10   | ザウバー-フェラーリ             | 12   | 15                        | 14                        | 20                        | 16                        | 14                    | Ret                   | 18                    | 12                    | 13                    | 15                    | 17                    | Ret                   | 17                    | Ret                   | 13                    | Ret                   | 19                    | 15                    | 15                    | 9                     | 16                    | 2   |
| 11   | MRT-メルセデス                  | 94   | 16                        | 13                        | 18                        | 18                        | 16                    | 14                    | 17                    | Ret                   | 10                    | Ret                   | 19                    | 17                    | Ret                   | Ret                   | 16                    | 15                    | 22                    | 17                    | Ret                   | 15                    | 14                    | 1   |
| 11   | MRT-メルセデス                  | 88   | Ret                       | 17                        | 21                        | Ret                       | 17                    | 15                    | 19                    | 18                    | 16                    | Ret                   | 21                    | 20                    |                       |                       |                       |                       |                       |                       |                       |                       |                       | 1   |
| 11   | MRT-メルセデス                  | 31   |                           |                           |                           |                           |                       |                       |                       |                       |                       |                       |                       |                       | 16                    | 18                    | 18                    | 16                    | 21                    | 18                    | 21                    | 12                    | 13                    | 1   |
| 順位 | コンストラクター                | 車番 | AUS                       | BHR                       | CHN                       | RUS                       | ESP                   | MON                   | CAN                   | EUR                   | AUT                   | GBR                   | HUN                   | GER                   | BEL                   | ITA                   | SIN                   | MAL                   | JPN                   | USA                   | MEX                   | BRA                   | ABU                   | Pts |

## ペナルティポイント
ペナルティポイントが12ポイントになると1戦出場停止。ポイントは12か月有効
| ドライバー                 | 前年度 繰越 | AUS | BHR | CHN | RUS | ESP | MON | CAN | EUR | AUT | GBR | HUN | GER | BEL | ITA | SIN | MAL | JPN | USA | MEX | BRA | ABU | 有効 ペナルティ Pts |
| -------------------------- | ----------- | --- | --- | --- | --- | --- | --- | --- | --- | --- | --- | --- | --- | --- | --- | --- | --- | --- | --- | --- | --- | --- | ------------------- |
| ダニール・クビアト         | 0(2)        |     |     |     | 3   |     | 2   |     |     |     |     |     |     |     |     |     |     |     | 2   | 1   |     |     | 8                   |
| エステバン・グティエレス   |             |     |     |     | 2   |     |     |     |     |     |     | 2   |     | 3   |     |     |     |     |     |     |     |     | 7                   |
| セバスチャン・ベッテル     | 0(3)        |     |     |     |     |     |     |     |     |     | 2   |     |     |     |     |     | 2   |     |     | 2   |     |     | 6                   |
| ニコ・ロズベルグ           |             |     |     |     |     |     |     |     |     | 2   |     |     | 2   |     |     |     | 2   |     |     |     |     |     | 6                   |
| カルロス・サインツ         |             |     |     |     | 2   |     |     |     |     |     |     |     | 2   |     |     |     |     |     |     | 1   |     |     | 5                   |
| ジョリオン・パーマー       |             |     |     |     |     |     |     |     |     | 2   |     |     |     |     |     |     |     |     |     |     |     | 2   | 4                   |
| エステバン・オコン         |             |     |     |     |     |     |     |     |     |     |     |     |     |     |     | 2   |     |     |     |     | 2   |     | 4                   |
| ケビン・マグヌッセン       |             |     |     |     |     | 2   |     |     |     |     |     |     |     |     |     |     |     |     | 2   |     |     |     | 4                   |
| フェリペ・ナッセ           | 0(2)        |     |     |     |     |     |     |     |     | 2   |     |     |     |     | 2   |     |     |     |     |     |     |     | 4                   |
| パスカル・ウェーレイン     |             |     |     |     |     |     | 2   |     |     |     |     |     |     |     |     |     |     |     |     |     |     |     | 4                   |
| リオ・ハリアント           |             | 2   |     |     |     |     |     |     |     | 2   |     |     |     |     |     |     |     |     |     |     |     |     | 4                   |
| バルテリ・ボッタス         | 0(2)        |     | 2   |     |     |     | 2   |     |     |     |     |     |     |     |     |     |     |     |     |     |     |     | 4                   |
| セルジオ・ペレス           | 0(2)        |     |     |     |     |     |     |     |     |     |     |     |     |     |     | 3   |     |     |     |     |     |     | 3                   |
| フェリペ・マッサ           |             |     |     |     |     |     |     |     |     |     |     |     |     |     |     |     |     |     |     |     | 2   |     | 2                   |
| キミ・ライコネン           | 0(3)        |     |     |     |     |     |     |     | 2   |     |     |     |     |     |     |     |     |     |     |     |     |     | 2                   |
| マーカス・エリクソン       | 0(4)        |     |     |     |     |     | 2   |     |     |     |     |     |     |     |     |     |     |     |     |     |     |     | 2                   |
| ニコ・ヒュルケンベルグ     | 0(4)        |     |     | 2   |     |     |     |     |     |     |     |     |     |     |     |     |     |     |     |     |     |     | 2                   |
| マックス・フェルスタッペン | 0(8)        |     |     |     |     |     |     |     |     |     |     |     |     |     |     |     |     |     |     | 1   |     |     | 1                   |
| フェルナンド・アロンソ     | 0(2)        |     |     |     |     |     |     |     |     |     |     |     |     |     |     |     |     |     |     |     |     |     | 0                   |
| ロマン・グロージャン       | 0(4)        |     |     |     |     |     |     |     |     |     |     |     |     |     |     |     |     |     |     |     |     |     | 0                   |
| ルイス・ハミルトン         | 0(2)        |     |     |     |     |     |     |     |     |     |     |     |     |     |     |     |     |     |     |     |     |     | 0                   |
| ジェンソン・バトン         | 0(2)        |     |     |     |     |     |     |     |     |     |     |     |     |     |     |     |     |     |     |     |     |     | 0                   |
| ドライバー                 | 前年度 繰越 | AUS | BHR | CHN | RUS | ESP | MON | CAN | EUR | AUT | GBR | HUN | GER | BEL | ITA | SIN | MAL | JPN | USA | MEX | BRA | ABU | 有効 ペナルティ Pts |

（注）前年度繰越の()内の数字は、開幕時点の有効ペナルティポイント

## テレビ放送・インターネット配信

### 日本
フジテレビが2015年に引き続いて放送権を獲得したことを2016年2月9日に正式発表した。CS放送のフジテレビNEXTで全レースをフリー走行から決勝まで完全生中継する。ただし、前年と異なり、フジテレビNEXT smartでのネット配信は原則として行われず、CS放送またはジュピターテレコム系CATVでのチャンネル契約者のみスカパー!オンデマンドまたはJ:COMオンデマンド経由でネット配信を受けることができる。また、フジテレビONEや2012年から中継してきたBSフジでの録画放送は行われないため、日本で1987年から続いてきた「全戦無料放送」が途絶えた。
ただし、日本GPのみBSフジで決勝の録画放送をレース当日の深夜に行う。
一方、パフォーム・グループが2016年8月23日より日本でサービスを開始したスポーツライブ配信サービス「DAZN」では、同月26日より開催のベルギーグランプリから、金曜フリー走行から決勝までの全セッション及び下位カテゴリのGP2・GP3・ポルシェカップの中継配信を実施する。

### イギリス
英国放送協会（BBC）がF1中継から撤退。無料放送はチャンネル4が引き継ぐものの、生中継は10レースのみで、残るレースはダイジェスト放送となる。